# Двинятин, Фёдор Никитич
Фёдор Ники́тич Двиня́тин (род. 28 октября 1968, Ленинград) — российский филолог-русист, получивший известность за пределами своей профессии как многолетний участник игры «Что? Где? Когда?», являющийся автором и ведущим обзоров художественной литературы на «Радио России — Санкт-Петербург», доктор филологических наук.

## Биография
Фёдор Никитич Двинятин родился в Ленинграде в семье инженеров, отец — радиотехник, мать — металлург.

### Научная деятельность
В период с 1986 по 1991 год учился на филологическом факультете Ленинградского государственного университета (ЛГУ, ныне СПбГУ) и получил диплом по специальности «филолог-русист». На кафедре русского языка того же университета прошёл аспирантуру и защитил в 1996 году кандидатскую диссертацию по теме «Лингвопоэтический анализ Торжественных слов св. Кирилла Туровского». Начал преподавать с 1992 года.
Доцент кафедры русского языка СПбГУ (филологический факультет; курсы «История лингвистических учений», «История русского литературного языка», «Семиотика и теория коммуникации» и другие) и кафедры междисциплинарных исследований в области языков и литературы СПбГУ (факультет свободных искусств и наук; курсы «Введение в филологию: структура текста», «Введение в историческую и описательную поэтику», «Классический русский роман», «Русская поэтическая классика XX века», «Пушкин и Гоголь: контрастные основы национальной классики», «Повествование» и другие). Специалист по русской литературе XI—XIV и XIX—XX веков (поэтика текста, интертекстуальность, языковые модели), палеославистике, общей поэтике, истории и методологии филологии и гуманитарных наук в целом.
Эксперт книжного проекта «Полка» (2018). Лектор проекта Storytel (2018). В 2018—2021 годах председатель Методической комиссии Всероссийской олимпиады студентов «Я — профессионал!» по направлению «Филология», лектор Зимней филологической школы (2019), Зимней социогуманитарной школы (2020) и Социогуманитарного форума (2021) СПбГУ. В мае 2019 назначен директором Центра по изучению наследия В. В. Набокова СПбГУ, участник панельной дискуссии о Набокове на Международном культурном форуме 2019. В 2019 к 50-летию Ф. Н. Двинятина в СПбГУ прошла конференция «Структура текста и поэтическая традиция», собравшая несколько десятков ученых из России и зарубежных стран.

### Участие в игре «Что? Где? Когда?» и других проектах
В телепрограмме «Что? Где? Когда?» впервые участвовал в 1989 году в команде экспертов (капитан Алексей Шестернев, начиная с третьей игры серии функции капитана фактически выполнял Алексей Вавилов). Впервые за главный игровой  стол сел 8 декабря 1990 в составе команды Ирины Гандилян. Начиная со второй игры (23 июня 1991 г.) этой командой руководил Алексей Блинов. Всего сыграл в Охотничьем домике в Нескучном саду 47 игр, из которых выиграно 33. Первый чемпион мира по спортивному «Что? Где? Когда?» 2002 года в составе команды «Троярд» (капитан Александр Друзь). Обладатель четырёх «Хрустальных сов» (1991, 1994, 2000 и 2002), больше (6) только лишь у Александра Друзя. Обладатель красного пиджака «бессмертного» (летняя серия 1991 года и летняя серия 1994 года).
Последний раз сыграл в финале года, 24 декабря 2005 года, в серии, посвящённой 30-летию клуба. Команда Алексея Блинова (также в этой команде играли Сергей Виватенко, Ровшан Аскеров, Александр Рубин и Елена Орлова) уступила телезрителям со счётом 3-6 (Двинятин отвечал на первые два вопроса игры; на первый — правильно, при ответе на второй вопрос ошибся). В случае победы команда Блинова могла получить «Хрустальное гнездо» (6 «Хрустальных сов»), что сделало бы Двинятина 5-кратным обладателем «совы».
В 2015 году по голосованию телезрителей интернет-трансляции из Нескучного сада и знатоков Элитарного клуба «Что? Где? Когда?» большинством голосов признан самым любимым знатоком за 40 лет существования программы «Что? Где? Когда?».

В 2022 году Борис Бурда охарактеризовал Фёдора Двинятина, так: 
«Совершенно блестящий игрок, очень естественный, не придающий излишне вредного значения спортивному началу игры, игрок который играет против вопросов, а не против другой команды и, вообще, человек необыкновенной интеллигентности».
 Также по поводу ухода Фёдора Двинятина из клуба «Что? Где? Когда?» сказал, что: 
«это всё-таки игра на износ, иногда устаёшь и занимаешься чем-то другим».

## Радио
До 29 декабря 2022 года был ведущим рубрики «Книжная полка» в культурологической программе «Кругозор» на «Радио России».

## КВН
В честь Двинятина названа одна из команд КВН — «Фёдор Двинятин» (капитан — Александр Гудков), в 2009 году дошедшая до финала и ставшая бронзовым призёром Высшей лиги КВН.

## Семья
Первая жена — Татьяна.
С начала 2000-х годов женат на Жамиле Двинятиной (Садуллаевой) — петербургском филологе, историке и теоретике кино, кандидате филологических наук. Дочь Ефросинья (род. 2003).

## Основные научные работы
- Двинятин Ф. Н. Беспредложный творительный в поэтическом тексте П. Филонова: структура текста и «мерцание» семантики // Russian Literature. — Vol. 71. Iss. 3-4 (1 April — 15 May 2012). — P. 313—328.
- Двинятин Ф. Н. Бодуэн де Куртене; Буслаев; Виноградов; Винокур; Грот; Даль; История языкознания; Кирилл Туровский; Мелетий Смотрицкий; Ожегов; Панов; Пешковский; Потебня; Словесное искусство в Древней Руси; Слово о полку Игореве; Срезневский; Соболевский; Трубецкой; Ушаков; Фортунатов; Шахматов; Щерба; Якобсон — энциклопедические статьи // Русский язык. Школьный энциклопедический словарь. — СПб., 2013. — С. 29 — 30; 34 — 35; 39 — 40; 40 — 41; 66 — 67; 68 — 69; 133—135; 141—142; 179; 225—226; 256; 262—263; 276—277; 374—377; 378—380; 413—414; 395—396; 455—456; 469; 484—485; 507; 508—509; 541—542. — То же: Русский язык. Школьный энциклопедический словарь. — СПб., 2015.
- Двинятин Ф. Н. Вероника и Валентина: (О героинях Кшиштофа Кесьлевского и Ирен Жакоб) // Символы, образы, стереотипы: художественный и эстетический опыт. Международные чтения по теории, истории и философии культуры. — СПб., 2000. — Вып. 9. — С. 337—345.
- Двинятин Ф. Н. Вторая кульминация генетивной поэтики. Маяковский // Дело авангарда. The Case of the Avant-Garde. — Amsterdam, 2008. — С. 81-111.
- Двинятин Ф. Н. Генитивные обороты: поэтико-грамматическая модель и её возможные французские прототипы // Литературный трансфер и поэтика перевода. Transfer literacki i poetyka przekładu. — М., 2017. — С. 271—280.
- Двинятин Ф. Н. Гомилии Кирилла Туровского: структура текста и философия текста // Актуальнi проблеми дослідження філософськоi культури східних слов’ян XI—XVIII ст. — Полтава, 1993. — С. 34—36.
- Двинятин Ф. Н. Два глагола речи в ремарках реплик у Тургенева: к количественному анализу повествовательной топики // И.С.Тургенев: текст и контекст. — СПб., 2018. — С. 164-172.
- Двинятин Ф. Н. Ещё о межъязыковых звукосмысловых соответствиях в поэзии Бродского // Новое литературное обозрение. — № 112 (2011). — С. 288—299.
- Двинятин Ф. Н. Заговор, модель мира, повествование // Заговорный текст. Генезис и структура. — М.: Индрик, 2005. — С. 466—481.
- Двинятин Ф. Н. Из заметок по идеологической символике светил // Антропология культуры. Вып. 4. — М., 2010. — С. 158—181.
- Двинятин Ф. Н. Из заметок по поэтике Ахматовой // «На меже меж голосом и эхом»: Сб. статей в честь Т. В. Цивьян. — М., 2007. — С. 31—43.
- Двинятин Ф. Н. Из заметок по поэтике имени (Курочкин, Достоевский, Мандельштам, Набоков) // Имя: Семантическая аура. — М.: Языки славянских культур, 2007. — С. 256—270.
- Двинятин Ф. Н. Из лингвопоэтического комментария к одному петербургскому стихотворению Мандельштама // Петербургский дискурс. — СПб., 2013. — С. 79-103.
- Двинятин Ф. Н. Из наблюдений над фоносемантикой Державина // Русский язык конца 17 — начала 19 века. — СПб., 2001. — Сб. 2. — С. 109—130.
- Двинятин Ф. Н., Леоненко С. О. Интертекстуальный анализ: принципы и границы // Slavica Revalensia. — III (2016). — С. 224—241 .
- Двинятин Ф. Н. К поэтическому языку русской философии: параллелизм, звуковой повтор, символ vs. термин // Поэтический и философский дискурсы: история взаимодействия и современное состояние. — М., 2016. — С. 182—194.
- Двинятин Ф. Н. Количественная грамматика глагола в десяти одах Г. Р. Державина // Литературная культура России XVIII века. Вып. 5. — СПб., 2014. — С. 164—181.
- Двинятин Ф. Н. Количественная грамматика глагола в торжественных одах Ломоносова // Филологическое наследие М. В. Ломоносова. — СПб., 2013. — С. 380—401.
- Двинятин Ф. Н. Количественная грамматика и поэтика личных форм глагола в «Гусли доброгласной» Симеона Полоцкого // Slověne = Словѣне. International Journal of Slavic Studies. — Vol. 4. No. 1. 2015. — С. 159—169.
- Двинятин Ф. Н. Космологические фрагменты у Кирилла Туровского // Авраамиевские слушания. — Смоленск, 2017. — С. 114—127.
- Двинятин Ф. Н. Культурологический дискурс в филологическом и общегуманитарном контексте // Культурология как она есть и как ей быть. Международные чтения по теории, истории и философии культуры. — СПб., 1998. — Вып. 5. — С. 181—183.
- Двинятин Ф. Н. Лермонтов и эволюция поэтической грамматики: количественные параметры // Мир Лермонтова. — СПб., 2015. — С. 407—415.
- Двинятин Ф. Н. Лингвопоэтический анализ Торжественных слов св. Кирилла Туровского / Автореф. дис. … канд. филол. наук. — СПб., 1996. — 18 с.
- Двинятин Ф. Н. Лингвопоэтический анализ Торжественных слов св. Кирилла Туровского / Кандидатская дис. … канд. филол. наук. — СПб., 1995. — 329 с.
- Двинятин Ф. Н. Музыкальная шутка в «Бесах» // [null Романский коллегиум. Выпуск 6, посв. памяти И. В. Лукьянец. Французские пассажи Ф. М. Достоевского]. — СПб., 2014. — С. 81-97.
- Двинятин Ф. Н. Мускус и камфора. «Отъ меня вечоръ Леила…» Пушкина: структура текста и поэтическая традиция // Slavica Revalensia. — III (2016). — С. 29—47.
- Двинятин Ф. Н. Набоков и футуристическая традиция: заметки к теме // Вестник филологического факультета Института иностранных языков. — СПб., 1999. — № 2/3. — С. 126—146.
- Двинятин Ф. Н. Набоков, модернизм, постмодернизм и мимесис // Империя N. Набоков и наследники. — М., 2006. — С. 442—481.
- Двинятин Ф. Н. «Нити мезгиревых тенет» и исследование В. В. Колесова о структуре древнерусского текста // Динамика русского слова: межвузовский сборник статей к 60-летию проф. В. В. Колесова. — СПб.: СПбГУ, 1994. — С. 89—94.
- Двинятин Ф. Н. Об интертекстуальных связях личного имени в «Даре» Набокова: Зина Мерц и вокруг // Russian Studies. — 1996. — Vol. II. № 3. — С. 234—254.
- Двинятин Ф. Н. «Овца» Д.Хармса: словесная поэтика и предположительные визуальные корреляты // Художник и его текст. — М., 2011. — С. 287—299.
- Двинятин Ф. Н. Омосиллабические серии в поэзии М. В. Ломоносова: об одном специальном типе звукосмысловых связей // Литературная культура России XVIII века. Сб. 4. — СПб., 2011. — С. 6-32.
- Двинятин Ф. Н. Переложение 103/104 Псалма Яном Кохановским и Симеоном Полоцким: стратегии перевода, стих, грамматика // Литературный трансфер и поэтика перевода. Transfer literacki i poetyka przekładu. — М., 2017. — С. 260—270.
- Двинятин Ф. Н. По, Бодлер, Достоевский в работах Романа Якобсона // По, Бодлер, Достоевский. Блеск и нищета национального гения. — Коллективная монография под ред. С.Фокина и А.Ураковой. — М., 2017. — С. 431—443.
- Двинятин Ф. Н. Пословичный Фома // Имя: Внутренняя структура, семантическая аура, контекст. — М., 2001. — Ч. 2. — С. 143—144.
- Двинятин Ф. Н. Поэтическая традиция — топика — интертекстуальность // Интертекстуальный анализ: принципы и границы. — СПб, 2018. — С. 80-92.
- Двинятин Ф. Н. Пять пейзажей с набоковской сиренью // В. В. Набоков: Pro et contra. Материалы и исследования о жизни и творчестве В. В. Набокова. Антология. — СПб., 2001. — Т. 2. — С. 303—308.
- Двинятин Ф. Н. Распределение основных морфологических классов слов в русском поэтическом тексте // Русский формализм (1913—2013). Международный конгресс к столетию русской формальной школы. Тезисы докладов. — М., 2013. — С. 232—234.
- Двинятин Ф. Н. Распределение основных морфологических классов в русском поэтическом тексте // Эпоха «остранения». Русский формализм и современное гуманитарное знание: Коллективная монография. — Сост. Я. Левченко, И. Пильщиков. — М., 2017. — С. 622—632.
- Двинятин Ф. Н. Семантические оппозиции в Торжественных словах Кирилла Туровского: Бог/человек в Слове о расслабленном // Kirill of Turov: Bishop, Preacher, Hymnographer. — Bergen, 2000. — С. 76—102.
- Двинятин Ф. Н. Синонимия и омонимия предметных наименований в русской поэтической традиции // Язык художественной литературы: традиционные и современные методы исследования. — Материалы международной научной конференции памяти Н. А. Кожевниковой (19-21 ноября 2016 года, ИРЯ им. В. В. Виноградова РАН). — М., 2016. С. 654—662.
- Двинятин Ф. Н. Слова Луки Прус(ян)ина в поздней редакции «Жития Авраамия Смоленского» // Авраамиевская седмица. Материалы II международной научной конференции. — Смоленск, 2018. — С. 34-38.
- Двинятин Ф. Н. Современные поэты-«не-поэты»: от позиции и текста к субъектности // Субъект в новейшей русскоязычной поэзии — теория и практика. — Berlin, 2018. — С. 267-274.
- Двинятин Ф. Н. Соотношение «укрупненных частей речи» как возможная универсалия русского поэтического текста // Универсалии русской литературы. 7. — Воронеж, 2019. — С. 84-103.
- Двинятин Ф. Н. Типы авторской экспликации символа в весеннем фрагменте Кирилла Туровского // Антропология культуры. — М., 2004. — Вып. 2. — С. 61—85.
- Двинятин Ф. Н. Топика и бинарные конструкции в Торжественных Словах Кирилла Туровского (к постановке проблемы) // Вестник Санкт-Петербургского университета. Серия 2. История, языкознание, литературоведение. — СПб., 1994. — Вып. 2 (№ 9). — С. 49—57.
- Двинятин Ф. Н. Традиционный текст в торжественных словах св. Кирилла Туровского. Библейская цитация // Герменевтика древнерусской литературы. — М.: Наследие, 1995. — Сб. 8. — С. 81—101.
- Двинятин Ф. Н. Три этюда по поэтике имени // Семантика имени. — М.: Языки славянских культур, 2010. — С. 91—126.
- Двинятин Ф. Н. «Ты пробуждаешься, о Байя, из гробницы…» Батюшкова сорок лет спустя // Антропология культуры. Вып. 5. — М., 2015. — С. 300—316.
- Двинятин Ф. Н. Фактура размыкания. Последние 118 слогов "Дара" // Журнал Эрмитаж. — # 29. 2019. — С. 182-185.
- Двинятин Ф. Н. Формула или топос? // Мир русского слова. — 2019, № 2. — С. 66-70.
- Двинятин Ф. Н. Хитростное строение, или премудрость лабиринта // В лабиринтах культуры. Международные чтения по теории, истории и философии культуры. — СПб., 1997. — Вып. 2. — С. 287—300.
- Двинятина Т. М., Двинятин Ф. Н. К изучению интертекстуальных связей поэзии И. Бунина 1910-х гг. // Филологические записки: Вестник литературоведения и языкознания. — Воронеж, 1997. — Вып. 8. — С. 83—92.